# Netiqueta
Netiqueta   (do inglês "network"  e "etiquette") é uma etiqueta que se recomenda observar na internet. A palavra pode ser considerada como uma gíria, decorrente da fusão de duas palavras: o termo inglês net (que significa "rede") e o termo "etiqueta" (conjunto de normas de conduta sociais). Trata-se de um conjunto de recomendações para evitar mal-entendidos em comunicações via internet, especialmente em e-mails, chats, listas de discussão, etc. Serve, também, para regrar condutas em situações específicas (por exemplo, ao colocar-se a resenha de um livro na internet, informar que naquele texto existem spoilers; citar nome do site, do autor de um texto transcrito, etc).

## História
As origens da Netiqueta são anteriores ao aparecimento da World Wide Web. Já eram usados em métodos de mensagens tais como Telnet, Usenet, Gopher, Wais, e FTP de corpos educacionais e de pesquisa denominados Internet traffic. Na época, era considerado indecente fazer anúncios comerciais e começou a considerar-se necessário um conjunto comum de regras. O termo "netiquette" (inglês) já é usado desde 1983.[carece de fontes?]

## Regras
Alguns exemplos de regras:
- evitar enviar mensagens exclusivamente em maiúsculas, grifos exagerados, ou em HTML.
- Não usar recursos de formatação de texto, como cores, tamanho da fonte, tags especiais, etc, em excesso.
- Respeitar para ser respeitado e tratar os outros como gostaria de ser tratado.
- Lembrar-se de que dialogar com alguém através do computador não o isenta das regras comuns da sociedade, por exemplo, o respeito ao próximo.
- Usar sempre a força das ideias e dos argumentos. Nunca responder com palavrões.
- Apesar de compartilhar apenas virtualmente um ambiente, ninguém é obrigado a suportar ofensas e má-educação.
- Evitar enviar mensagens curtas em várias linhas.
- Ninguém é obrigado a usar a norma culta, mas é preciso usar um mínimo de pontuação. Ler um texto sem pontuação, principalmente quando é grande, gera desconforto e aumenta as chances de ele ser mal interpretado.
- Nas redes sociais, respeitar os espaços de outras pessoas. Não usar os comentários de uma postagem, por exemplo, para julgamentos, acusações ou insinuações a respeito do autor.
- Ater-se ao tema da conversa. Se quer falar de outro assunto, crie outro tópico ou postagem, em seu próprio perfil.
- Evitar escrever em outra língua quando não solicitado.
- Não ser arrogante.
- Não interromper o assunto tratado por outra pessoa.
- Evitar ao máximo usar emoticons de letras, palavras e coisas do gênero.
- Usar a funcionalidade de se determinar um status ou estado como away ou ausente, se possível.
- Procurar ser o mais claro possível para não gerar confusão.
- Não sair do mensageiro sem se despedir da pessoa com quem está "falando".
- Em fóruns e listas de discussão, deixar o papel de moderador para o próprio moderador.
- Em textos muito longos, deixar uma linha em branco em algumas partes do texto, paragrafando-o.
- Dependendo do destinatário de seu texto, evitar o uso de acrônimos e do internetês.
- Não copiar textos de sites ou qualquer outra fonte que possua conteúdo protegido por registro e que não permita cópias. Quando a cópia for autorizada, sempre cite as fontes

A Wikipédia tem também uma "Wikiquette": são normas de conduta próprias da Wikipedia, altamente recomendadas para os utilizadores do site.